# Мунданіє
44°46′ пн. ш. 14°46′ сх. д. / 44.77° пн. ш. 14.76° сх. д.
Мунданіє (хорв. Mundanije) — населений пункт у Хорватії, у Приморсько-Горанській жупанії у складі міста Раб.

## Населення
Населення за даними перепису 2011 року становило 520 осіб.
Динаміка чисельності населення поселення:

## Клімат
Середня річна температура становить 14,18 °C, середня максимальна – 26,23 °C, а середня мінімальна – 2,88 °C. Середня річна кількість опадів – 1073 мм.
| Клімат поселення                              | Клімат поселення | Клімат поселення | Клімат поселення | Клімат поселення | Клімат поселення | Клімат поселення | Клімат поселення | Клімат поселення | Клімат поселення | Клімат поселення | Клімат поселення | Клімат поселення | Клімат поселення |
| Показник                                      | Січ.             | Лют.             | Бер.             | Квіт.            | Трав.            | Черв.            | Лип.             | Серп.            | Вер.             | Жовт.            | Лист.            | Груд.            |                  |
| Середній максимум, °C                         | 9,63             | 9,54             | 12,10            | 15,44            | 20,26            | 24,20            | 26,16            | 26,23            | 21,97            | 17,61            | 12,60            | 10,21            |                  |
| Середня температура, °C                       | 6,28             | 6,21             | 8,78             | 12,12            | 16,92            | 20,87            | 23,53            | 23,59            | 19,32            | 14,97            | 9,96             | 7,57             |                  |
| Середній мінімум, °C                          | 2,97             | 2,88             | 5,45             | 8,77             | 13,60            | 17,54            | 20,88            | 20,95            | 16,68            | 12,33            | 7,33             | 4,95             |                  |
| Норма опадів, мм                              | 87               | 74               | 73               | 77               | 73               | 77               | 44               | 65               | 120              | 135              | 138              | 110              |                  |
| Середньомісячна швидкість вітру, м/с          | 3.09             | 3.23             | 3.29             | 3.09             | 2.78             | 2.60             | 2.60             | 2.58             | 2.74             | 2.98             | 3.44             | 3.36             |                  |
| Середньомісячна сонячна радіація, кДж/м²·день | 4619             | 7408             | 10879            | 15536            | 20055            | 21755            | 23390            | 20289            | 14819            | 9543             | 5064             | 3909             |                  |
| --------------------------------------------- | ---------------- | ---------------- | ---------------- | ---------------- | ---------------- | ---------------- | ---------------- | ---------------- | ---------------- | ---------------- | ---------------- | ---------------- | ---------------- |
| Джерело:                                      |                  |                  |                  |                  |                  |                  |                  |                  |                  |                  |                  |                  |                  |